# Le Châtel (Hébécrevon)
Le Châtel, le Chastel ou le Castel, est une demeure qui se dresse sur le territoire de la commune française d'Hébécrevon dans le département de la Manche, en région Normandie.
Le château est inscrit aux monuments historiques.

## Localisation
L'édifice est situé, à 1,2 km à l'ouest de l'église Saint-Martin, sur la commune d'Hébécrevon, dans le département français de la Manche.

## Historique
Possession de la famille du Chastel depuis le XIIIe siècle, le château est reconstruit, à la fin du XVIe siècle, par Jean du Chastel, écuyer, sieur du Chastel, mort en 1622, fils de Charles du Chastel, issu d'une ancienne famille de la noblesse normande, et de confession protestante.
Son fils, Jacques du Chastel, sieur de la Bucaille, est l'héritier de cette terre et devient châtelain à la mort de son père. Des cinq enfants qu'il eut avec son épouse Diane Le Canu, dame de Basmaresq, fille de Pierre Le Canu, sieur de Basmaresq, seul Louis du Chastel, sieur d'Hébécrevon, de la Renaudière et du Chastel, atteint l'âge adulte et hérita du domaine. Le château fut ensuite cédé, en 1691, à Georges Dancel, écuyer, sieur de Saint-Jean-du-Corail, fils de Jacques Dancel, époux d'Anne de La Lande, nièce de Louis du Chastel. En 1700, le château est acquis par Louis-Antoine Desmaretz et échut par legs au marquis de Marescot.
Après 1944, le château dut être restauré.

## Protection aux monuments historiques
Le château le Castel est inscrit au titre des monuments historiques par arrêté du 1er avril 1946.